# O Gran Camiño 2023
La 2.ª edición de la competición ciclista O Gran Camiño fue una carrera de ciclismo en ruta por etapas que se celebró entre el 23 y el 26 de febrero de 2023 en España con inicio en la ciudad de Lugo y final en la ciudad de Santiago de Compostela, sobre una distancia total de 506,8 km.
La carrera formó parte del UCI Europe Tour 2023, calendario ciclístico de los Circuitos Continentales UCI, dentro de la categoría 2.1 y fue ganada por el danés Jonas Vingegaard del Jumbo-Visma. Completaron el podio, como segundo y tercer clasificado respectivamente, el español Jesús Herrada del Cofidis y el portugués Ruben Guerreiro del Movistar.

## Equipos participantes
Tomaron parte en la carrera 18 equipos: 4 de categoría UCI WorldTeam invitados por la organización, 8 de categoría UCI ProTeam y 6 de categoría Continental. Formaron así un pelotón de 122 ciclistas de los que acabaron 115. Los equipos participantes fueron:
| WorldTeams (4)- Movistar Team - Jumbo-Visma - Astana Qazaqstan Team - Cofidis ProTeams (8)- Euskaltel-Euskadi - Equipo Kern Pharma - Caja Rural-Seguros RGA - Burgos-BH - Q36.5 Pro Cycling Team - Team Corratec - Human Powered Health - Eolo-Kometa Equipos continentales (6)- Electro Hiper Europa - Trinity Racing - AP Hotels & Resorts-Tavira-SC Farense - Efapel Cycling - Tavfer-Ovos Matinados-Mortágua - Rádio Popular-Paredes-Boavista |
| |

## Recorrido
El O Gran Camiño dispuso de cuatro etapas dividido en una etapa llana, una de media montaña, una de montaña y una contrarreloj individual para un recorrido total de 506,8 kilómetros.
| Etapa     | Fecha     | Recorrido                             | type                    | Distancia (km) | Ganador          | Líder            |
| --------- | --------- | ------------------------------------- | ----------------------- | -------------- | ---------------- | ---------------- |
| 1.ª etapa | 23 de feb | Muralla romana de Lugo – Sarria       | etapa escarpada         | 188            | etapa cancelada  | etapa cancelada  |
| 2.ª etapa | 24 de feb | Tuy – La Guardia                      | etapa escarpada         | 184,3          | Jonas Vingegaard | Jonas Vingegaard |
| 3.ª etapa | 25 de feb | Esgos – Rubiana                       | etapa de media montaña  | 123,4          | Jonas Vingegaard | Jonas Vingegaard |
| 4.ª etapa | 26 de feb | O Milladoiro – Santiago de Compostela | contrarreloj individual | 18,1           | Jonas Vingegaard | Jonas Vingegaard |

## Desarrollo de la carrera

### 1.ª etapa
| Muralla romana de Lugo - Sarria | etapa escarpada | (188 km) |

Etapa cancelada.

### 2.ª etapa
| Tuy - La Guardia | etapa escarpada | (184,3 km) |

| \| Clasificación de la etapa \| Clasificación de la etapa \| Clasificación de la etapa \| Clasificación de la etapa \| Clasificación de la etapa \| \| Ciclista \| Ciclista \| Equipo \| Tiempo \| \| \| ------------------------- \| ------------------------- \| ------------------------- \| ------------------------- \| ------------------------- \| \| 1.º \| Jonas Vingegaard \| Jumbo-Visma \| 4 h 33 min 33 s \| \| \| 2.º \| Ruben Guerreiro \| Movistar Team \| + 21 s \| \| \| 3.º \| Ion Izagirre \| Cofidis \| + 24 s \| \| \| 4.º \| Antonio Pedrero \| Movistar Team \| + 26 s \| \| \| 5.º \| Jesús Herrada \| Cofidis \| + 26 s \| \| \| 6.º \| Victor Langellotti \| Burgos-BH \| + 26 s \| \| \| 7.º \| Lorenzo Fortunato \| Eolo-Kometa \| + 28 s \| \| \| 8.º \| Lukas Nerurkar \| Trinity Racing \| + 31 s \| \| \| 9.º \| Rubén Fernández Andújar \| Cofidis \| + 33 s \| \| \| 10.º \| Attila Valter \| Jumbo-Visma \| + 35 s \| \| |                         |                |                 |
| |                         |                |                 |
| Fuente: ProCyclingStats |                         |                |                 |
| Clasificación de la etapa |                         |                |                 |
| Ciclista | Ciclista                | Equipo         | Tiempo          |
| 1.º | Jonas Vingegaard        | Jumbo-Visma    | 4 h 33 min 33 s |
| 2.º | Ruben Guerreiro         | Movistar Team  | + 21 s          |
| 3.º | Ion Izagirre            | Cofidis        | + 24 s          |
| 4.º | Antonio Pedrero         | Movistar Team  | + 26 s          |
| 5.º | Jesús Herrada           | Cofidis        | + 26 s          |
| 6.º | Victor Langellotti      | Burgos-BH      | + 26 s          |
| 7.º | Lorenzo Fortunato       | Eolo-Kometa    | + 28 s          |
| 8.º | Lukas Nerurkar          | Trinity Racing | + 31 s          |
| 9.º | Rubén Fernández Andújar | Cofidis        | + 33 s          |
| 10.º | Attila Valter           | Jumbo-Visma    | + 35 s          |

| \| Clasificación general \| Clasificación general \| Clasificación general \| Clasificación general \| Clasificación general \| \| Ciclista \| Ciclista \| Equipo \| Tiempo \| \| \| --------------------- \| ----------------------- \| --------------------- \| --------------------- \| --------------------- \| \| 1.º \| Jonas Vingegaard \| Jumbo-Visma \| 4 h 33 min 20 s \| \| \| 2.º \| Ruben Guerreiro \| Movistar Team \| + 28 s \| \| \| 3.º \| Ion Izagirre \| Cofidis \| + 31 s \| \| \| 4.º \| Antonio Pedrero \| Movistar Team \| + 39 s \| \| \| 5.º \| Jesús Herrada \| Cofidis \| + 39 s \| \| \| 6.º \| Victor Langellotti \| Burgos-BH \| + 39 s \| \| \| 7.º \| Lorenzo Fortunato \| Eolo-Kometa \| + 41 s \| \| \| 8.º \| Lukas Nerurkar \| Trinity Racing \| + 44 s \| \| \| 9.º \| Rubén Fernández Andújar \| Cofidis \| + 46 s \| \| \| 10.º \| Attila Valter \| Jumbo-Visma \| + 48 s \| \| |                         |                |                 |
| |                         |                |                 |
| Fuente: ProCyclingStats |                         |                |                 |
| Clasificación general |                         |                |                 |
| Ciclista | Ciclista                | Equipo         | Tiempo          |
| 1.º | Jonas Vingegaard        | Jumbo-Visma    | 4 h 33 min 20 s |
| 2.º | Ruben Guerreiro         | Movistar Team  | + 28 s          |
| 3.º | Ion Izagirre            | Cofidis        | + 31 s          |
| 4.º | Antonio Pedrero         | Movistar Team  | + 39 s          |
| 5.º | Jesús Herrada           | Cofidis        | + 39 s          |
| 6.º | Victor Langellotti      | Burgos-BH      | + 39 s          |
| 7.º | Lorenzo Fortunato       | Eolo-Kometa    | + 41 s          |
| 8.º | Lukas Nerurkar          | Trinity Racing | + 44 s          |
| 9.º | Rubén Fernández Andújar | Cofidis        | + 46 s          |
| 10.º | Attila Valter           | Jumbo-Visma    | + 48 s          |

### 3.ª etapa
| Esgos - Rubiana | etapa de media montaña | (123,4 km) |

| \| Clasificación de la etapa \| Clasificación de la etapa \| Clasificación de la etapa \| Clasificación de la etapa \| Clasificación de la etapa \| \| Ciclista \| Ciclista \| Equipo \| Tiempo \| \| \| ------------------------- \| ------------------------- \| ------------------------- \| ------------------------- \| ------------------------- \| \| 1.º \| Jonas Vingegaard \| Jumbo-Visma \| 3 h 19 min 58 s \| \| \| 2.º \| Ruben Guerreiro \| Movistar Team \| + 21 s \| \| \| 3.º \| Attila Valter \| Jumbo-Visma \| + 35 s \| \| \| 4.º \| Jesús Herrada \| Cofidis \| + 36 s \| \| \| 5.º \| Lorenzo Fortunato \| Eolo-Kometa \| + 40 s \| \| \| 6.º \| Rubén Fernández Andújar \| Cofidis \| + 44 s \| \| \| 7.º \| William Barta \| Movistar Team \| + 49 s \| \| \| 8.º \| Victor Langellotti \| Burgos-BH \| + 56 s \| \| \| 9.º \| Antonio Pedrero \| Movistar Team \| + 56 s \| \| \| 10.º \| Lukas Nerurkar \| Trinity Racing \| + 59 s \| \| |                         |                |                 |
| |                         |                |                 |
| Fuente: ProCyclingStats |                         |                |                 |
| Clasificación de la etapa |                         |                |                 |
| Ciclista | Ciclista                | Equipo         | Tiempo          |
| 1.º | Jonas Vingegaard        | Jumbo-Visma    | 3 h 19 min 58 s |
| 2.º | Ruben Guerreiro         | Movistar Team  | + 21 s          |
| 3.º | Attila Valter           | Jumbo-Visma    | + 35 s          |
| 4.º | Jesús Herrada           | Cofidis        | + 36 s          |
| 5.º | Lorenzo Fortunato       | Eolo-Kometa    | + 40 s          |
| 6.º | Rubén Fernández Andújar | Cofidis        | + 44 s          |
| 7.º | William Barta           | Movistar Team  | + 49 s          |
| 8.º | Victor Langellotti      | Burgos-BH      | + 56 s          |
| 9.º | Antonio Pedrero         | Movistar Team  | + 56 s          |
| 10.º | Lukas Nerurkar          | Trinity Racing | + 59 s          |

| \| Clasificación general \| Clasificación general \| Clasificación general \| Clasificación general \| Clasificación general \| \| Ciclista \| Ciclista \| Equipo \| Tiempo \| \| \| --------------------- \| ----------------------- \| --------------------- \| --------------------- \| --------------------- \| \| 1.º \| Jonas Vingegaard \| Jumbo-Visma \| 7 h 53 min 08 s \| \| \| 2.º \| Ruben Guerreiro \| Movistar Team \| + 53 s \| \| \| 3.º \| Jesús Herrada \| Cofidis \| + 1 min 25 s \| \| \| 4.º \| Attila Valter \| Jumbo-Visma \| + 1 min 29 s \| \| \| 5.º \| Lorenzo Fortunato \| Eolo-Kometa \| + 1 min 31 s \| \| \| 6.º \| Rubén Fernández Andújar \| Cofidis \| + 1 min 40 s \| \| \| 7.º \| Antonio Pedrero \| Movistar Team \| + 1 min 45 s \| \| \| 8.º \| Victor Langellotti \| Burgos-BH \| + 1 min 45 s \| \| \| 9.º \| Lukas Nerurkar \| Trinity Racing \| + 1 min 53 s \| \| \| 10.º \| William Barta \| Movistar Team \| + 2 min 02 s \| \| |                         |                |                 |
| |                         |                |                 |
| Fuente: ProCyclingStats |                         |                |                 |
| Clasificación general |                         |                |                 |
| Ciclista | Ciclista                | Equipo         | Tiempo          |
| 1.º | Jonas Vingegaard        | Jumbo-Visma    | 7 h 53 min 08 s |
| 2.º | Ruben Guerreiro         | Movistar Team  | + 53 s          |
| 3.º | Jesús Herrada           | Cofidis        | + 1 min 25 s    |
| 4.º | Attila Valter           | Jumbo-Visma    | + 1 min 29 s    |
| 5.º | Lorenzo Fortunato       | Eolo-Kometa    | + 1 min 31 s    |
| 6.º | Rubén Fernández Andújar | Cofidis        | + 1 min 40 s    |
| 7.º | Antonio Pedrero         | Movistar Team  | + 1 min 45 s    |
| 8.º | Victor Langellotti      | Burgos-BH      | + 1 min 45 s    |
| 9.º | Lukas Nerurkar          | Trinity Racing | + 1 min 53 s    |
| 10.º | William Barta           | Movistar Team  | + 2 min 02 s    |

### 4.ª etapa
| O Milladoiro - Santiago de Compostela | contrarreloj individual | (18,1 km) |

| \| Clasificación de la etapa \| Clasificación de la etapa \| Clasificación de la etapa \| Clasificación de la etapa \| Clasificación de la etapa \| \| Ciclista \| Ciclista \| Equipo \| Tiempo \| \| \| ------------------------- \| ------------------------- \| ------------------------- \| ------------------------- \| ------------------------- \| \| 1.º \| Jonas Vingegaard \| Jumbo-Visma \| 23 min 47 s \| \| \| 2.º \| Rohan Dennis \| Jumbo-Visma \| + 35 s \| \| \| 3.º \| William Barta \| Movistar Team \| + 59 s \| \| \| 4.º \| Bart Lemmen \| Human Powered Health \| + 1 min 05 s \| \| \| 5.º \| Jesús Herrada \| Cofidis \| + 1 min 06 s \| \| \| 6.º \| Carlos Canal \| Euskaltel-Euskadi \| + 1 min 22 s \| \| \| 7.º \| Max Walker \| Trinity Racing \| + 1 min 23 s \| \| \| 8.º \| Attila Valter \| Jumbo-Visma \| + 1 min 24 s \| \| \| 9.º \| Xabier Mikel Azparren \| Euskaltel-Euskadi \| + 1 min 28 s \| \| \| 10.º \| David de la Cruz \| Astana Qazaqstan Team \| + 1 min 30 s \| \| |                       |                       |              |
| |                       |                       |              |
| |                       |                       |              |
| Clasificación de la etapa |                       |                       |              |
| Ciclista | Ciclista              | Equipo                | Tiempo       |
| 1.º | Jonas Vingegaard      | Jumbo-Visma           | 23 min 47 s  |
| 2.º | Rohan Dennis          | Jumbo-Visma           | + 35 s       |
| 3.º | William Barta         | Movistar Team         | + 59 s       |
| 4.º | Bart Lemmen           | Human Powered Health  | + 1 min 05 s |
| 5.º | Jesús Herrada         | Cofidis               | + 1 min 06 s |
| 6.º | Carlos Canal          | Euskaltel-Euskadi     | + 1 min 22 s |
| 7.º | Max Walker            | Trinity Racing        | + 1 min 23 s |
| 8.º | Attila Valter         | Jumbo-Visma           | + 1 min 24 s |
| 9.º | Xabier Mikel Azparren | Euskaltel-Euskadi     | + 1 min 28 s |
| 10.º | David de la Cruz      | Astana Qazaqstan Team | + 1 min 30 s |

## Clasificaciones finales
- Las clasificaciones finalizaron de la siguiente forma:[4]

### Clasificación general
| \| Clasificación general \| Clasificación general \| Clasificación general \| Clasificación general \| Clasificación general \| \| Ciclista \| Ciclista \| Equipo \| Tiempo \| \| \| --------------------- \| ----------------------- \| --------------------- \| --------------------- \| --------------------- \| \| 1.º \| Jonas Vingegaard \| Jumbo-Visma \| 8 h 16 min 55 s \| \| \| 2.º \| Jesús Herrada \| Cofidis \| + 2 min 31 s \| \| \| 3.º \| Ruben Guerreiro \| Movistar Team \| + 2 min 48 s \| \| \| 4.º \| Attila Valter \| Jumbo-Visma \| + 2 min 53 s \| \| \| 5.º \| William Barta \| Movistar Team \| + 3 min 01 s \| \| \| 6.º \| Lukas Nerurkar \| Trinity Racing \| + 3 min 30 s \| \| \| 7.º \| Simon Geschke \| Cofidis \| + 3 min 39 s \| \| \| 8.º \| David de la Cruz \| Astana Qazaqstan Team \| + 3 min 40 s \| \| \| 9.º \| Joaquim Silva \| Efapel Cycling \| + 3 min 44 s \| \| \| 10.º \| Rubén Fernández Andújar \| Cofidis \| + 3 min 53 s \| \| |                         |                       |                 |
| |                         |                       |                 |
| Fuente: ProCyclingStats |                         |                       |                 |
| Clasificación general |                         |                       |                 |
| Ciclista | Ciclista                | Equipo                | Tiempo          |
| 1.º | Jonas Vingegaard        | Jumbo-Visma           | 8 h 16 min 55 s |
| 2.º | Jesús Herrada           | Cofidis               | + 2 min 31 s    |
| 3.º | Ruben Guerreiro         | Movistar Team         | + 2 min 48 s    |
| 4.º | Attila Valter           | Jumbo-Visma           | + 2 min 53 s    |
| 5.º | William Barta           | Movistar Team         | + 3 min 01 s    |
| 6.º | Lukas Nerurkar          | Trinity Racing        | + 3 min 30 s    |
| 7.º | Simon Geschke           | Cofidis               | + 3 min 39 s    |
| 8.º | David de la Cruz        | Astana Qazaqstan Team | + 3 min 40 s    |
| 9.º | Joaquim Silva           | Efapel Cycling        | + 3 min 44 s    |
| 10.º | Rubén Fernández Andújar | Cofidis               | + 3 min 53 s    |

### Clasificación de la montaña
| Clasificación de la montaña | Clasificación de la montaña | Clasificación de la montaña           | Clasificación de la montaña | Clasificación de la montaña |
| Ciclista                    | Ciclista                    | Equipo                                | Puntos                      |                             |
| --------------------------- | --------------------------- | ------------------------------------- | --------------------------- | --------------------------- |
| 1.º                         | Jonas Vingegaard            | Jumbo-Visma                           | 15 pts                      |                             |
| 2.º                         | Sebastian Schönberger       | Human Powered Health                  | 14 pts                      |                             |
| 3.º                         | Francesco Gavazzi           | Eolo-Kometa                           | 9 pts                       |                             |
| 4.º                         | Ruben Guerreiro             | Movistar Team                         | 9 pts                       |                             |
| 5.º                         | Igor Arrieta                | Equipo Kern Pharma                    | 6 pts                       |                             |
| 6.º                         | Attila Valter               | Jumbo-Visma                           | 4 pts                       |                             |
| 7.º                         | Delio Fernández             | AP Hotels & Resorts-Tavira-SC Farense | 3 pts                       |                             |
| 8.º                         | Jesús Herrada               | Cofidis                               | 2 pts                       |                             |
| 9.º                         | Alex Molenaar               | Electro Hiper Europa                  | 2 pts                       |                             |
| 10.º                        | Mattia Bais                 | Eolo-Kometa                           | 2 pts                       |                             |

### Clasificación de los puntos
| Clasificación por puntos | Clasificación por puntos | Clasificación por puntos | Clasificación por puntos | Clasificación por puntos |
| Ciclista                 | Ciclista                 | Equipo                   | Puntos                   |                          |
| ------------------------ | ------------------------ | ------------------------ | ------------------------ | ------------------------ |
| 1.º                      | Sebastian Schönberger    | Human Powered Health     | 131 pts                  |                          |
| 2.º                      | Jonas Vingegaard         | Jumbo-Visma              | 80 pts                   |                          |
| 3.º                      | Alejandro Ropero         | Electro Hiper Europa     | 60 pts                   |                          |
| 4.º                      | Ruben Guerreiro          | Movistar Team            | 50 pts                   |                          |
| 5.º                      | Jesús Herrada            | Cofidis                  | 36 pts                   |                          |
| 6.º                      | Igor Arrieta             | Equipo Kern Pharma       | 34 pts                   |                          |
| 7.º                      | Lorenzo Fortunato        | Eolo-Kometa              | 30 pts                   |                          |
| 8.º                      | Xabier Isasa             | Euskaltel-Euskadi        | 30 pts                   |                          |
| 9.º                      | Josu Etxeberria          | Caja Rural-Seguros RGA   | 30 pts                   |                          |
| 10.º                     | Attila Valter            | Jumbo-Visma              | 29 pts                   |                          |

### Clasificación de los jóvenes
| Clasificación del mejor joven | Clasificación del mejor joven | Clasificación del mejor joven | Clasificación del mejor joven | Clasificación del mejor joven |
| Ciclista                      | Ciclista                      | Equipo                        | Tiempo                        |                               |
| ----------------------------- | ----------------------------- | ----------------------------- | ----------------------------- | ----------------------------- |
| 1.º                           | Lukas Nerurkar                | Trinity Racing                | 8 h 20 min 25 s               |                               |
| 2.º                           | Pelayo Sánchez                | Burgos-BH                     | + 38 s                        |                               |
| 3.º                           | Carlos Canal                  | Euskaltel-Euskadi             | + 49 s                        |                               |
| 4.º                           | Max Walker                    | Trinity Racing                | + 1 min 01 s                  |                               |
| 5.º                           | Igor Arrieta                  | Equipo Kern Pharma            | + 1 min 13 s                  |                               |
| 6.º                           | Enekoitz Azparren             | Euskaltel-Euskadi             | + 2 min 59 s                  |                               |
| 7.º                           | Francisco Guerreiro           | Efapel Cycling                | + 3 min 22 s                  |                               |
| 8.º                           | Karel Vacek                   | Team Corratec                 | + 3 min 29 s                  |                               |
| 9.º                           | Oliver Rees                   | Trinity Racing                | + 3 min 46 s                  |                               |
| 10.º                          | Alejandro Franco              | Burgos-BH                     | + 4 min 20 s                  |                               |

### Clasificación por equipos
| Clasificación por equipos | Clasificación por equipos | Clasificación por equipos | Clasificación por equipos |
| Equipo                    | Equipo                    | Tiempo                    |                           |
| ------------------------- | ------------------------- | ------------------------- | ------------------------- |
| 1.º                       | Cofidis                   | 25 h 00 min 35 s          |                           |
| 2.º                       | Movistar Team             | + 25 s                    |                           |
| 3.º                       | Jumbo-Visma               | + 3 min 44 s              |                           |
| 4.º                       | Euskaltel-Euskadi         | + 3 min 44 s              |                           |
| 5.º                       | Trinity Racing            | + 5 min 00 s              |                           |

## Evolución de las clasificaciones
| Etapa                   |                         | Ganador _        | Clasificación general | Puntos                | Montaña          | Jóvenes         | Equipo _        |
| ----------------------- | ----------------------- | ---------------- | --------------------- | --------------------- | ---------------- | --------------- | --------------- |
| 1.ª etapa               | etapa escarpada         | etapa cancelada  | etapa cancelada       | etapa cancelada       | etapa cancelada  | etapa cancelada | etapa cancelada |
| 2.ª etapa               | etapa escarpada         | Jonas Vingegaard | Jonas Vingegaard      | Sebastian Schönberger | Jonas Vingegaard | Lukas Nerurkar  | Cofidis         |
| 3.ª etapa               | etapa de media montaña  | Jonas Vingegaard | Jonas Vingegaard      | Sebastian Schönberger | Jonas Vingegaard | Lukas Nerurkar  | Movistar Team   |
| 4.ª etapa               | contrarreloj individual | Jonas Vingegaard | Jonas Vingegaard      | Sebastian Schönberger | Jonas Vingegaard | Lukas Nerurkar  | Cofidis         |
| Clasificaciones finales | Clasificaciones finales |                  | Jonas Vingegaard      | Sebastian Schönberger | Jonas Vingegaard | Lukas Nerurkar  | Cofidis         |

## UCI World Ranking
El O Gran Camiño otorgó puntos para el UCI World Ranking para corredores de los equipos en las categorías UCI WorldTeam, UCI ProTeam y Continental. Las siguientes tablas son el baremo de puntuación y los diez corredores que obtuvieron más puntos:
| Posición              | 1.º | 2.º | 3.º | 4.º | 5.º | 6.º | 7.º | 8.º | 9.º | 10.º | 11.º | 12.º | 13.º-15.º | 16.º-25.º |
| Clasificación general | 125 | 85  | 70  | 60  | 50  | 40  | 35  | 30  | 25  | 20   | 15   | 10   | 5         | 3         |
| Por etapa             | 14  | 5   | 3   |     |     |     |     |     |     |      |      |      |           |           |
| Líder                 | 3   |     |     |     |     |     |     |     |     |      |      |      |           |           |

| Clasificación |                  |                  |         |       |       |       |
| Posición      | Ciclista         | Equipo           | General | Etapa | Líder | Total |
| ------------- | ---------------- | ---------------- | ------- | ----- | ----- | ----- |
| 1.º           | Jonas Vingegaard | Jumbo-Visma      | 125     | 42    | 6     | 173   |
| 2.º           | Jesús Herrada    | Cofidis          | 85      | -     | -     | 85    |
| 3.º           | Ruben Guerreiro  | Movistar         | 70      | 10    | -     | 80    |
| 4.º           | Attila Valter    | Jumbo-Visma      | 60      | 3     | -     | 63    |
| 5.º           | Will Barta       | Movistar         | 50      | 3     | -     | 53    |
| 6.º           | Lukas Nerurkar   | Trinity Racing   | 40      | -     | -     | 40    |
| 7.º           | Simon Geschke    | Cofidis          | 35      | -     | -     | 35    |
| 8.º           | David de la Cruz | Astana Qazaqstan | 30      | -     | -     | 30    |
| 9.º           | Joaquim Silva    | Efapel Cycling   | 25      | -     | -     | 25    |
| 10.º          | Rubén Fernández  | Cofidis          | 20      | -     | -     | 20    |